# Harukichi Hyakutake
Harukichi Hyakutake (jap. 百武 晴吉 Hyakutake Harukichi; ur. 25 maja 1888 w prefekturze Saga, zm. 10 marca 1947 w Tokio) – generał porucznik Cesarskiej Armii Japońskiej, dowódca 17. Armii podczas wojny na Pacyfiku w rejonie archipelagu Wysp Salomona (występuje także pod imionami Haruyoshi lub Seikichi). Dwaj jego starsi bracia: Gengo i Saburō byli admirałami Cesarskiej Marynarki Wojennej.

## Zarys biografii
W latach 20. przebywał w Polsce. Przed wybuchem II wojny stał na czele szkół wojskowych. W sierpniu 1942 otrzymał rozkaz odbicia Guadalcanalu z rąk Amerykanów. Uważając za swoje główne zadanie opanowanie Nowej Gwinei, lekceważył początkowo walki o Guadalcanal, a gdy wreszcie pojął znaczenie tego teatru działań, było już za późno: jego wojska zostały pokonane i rozbite. Sam został przetransportowany na Guadalcanal 8/9 października 1942 (przez krążownik „Tatsuta”).
W wyniku dalszych ofensywnych działań Amerykanów odcięty i izolowany do końca wojny w Rabaulu, gdzie w 1944 doznał udaru mózgu. Na leczenie w Japonii mógł udać się dopiero w 1946, gdzie zmarł po kilku miesiącach.